# Puerto de Galveston
El Puerto de Galveston (en inglés: Port of Galveston) es el puerto de la ciudad de Galveston, Texas. Fue establecido por una proclama emitida por el Congreso de México el 17 de octubre de 1825, mientras que la tierra conocida hoy como Texas todavía era parte de México. El Puerto de Galveston es el puerto más antiguo en el Golfo de México al oeste de Nueva Orleans. 
Durante el siglo XIX, hasta que el huracán de Galveston de 1900, el puerto era el más activo en la costa del Golfo de México y considerado como el segundo más activo del país, al lado del puerto de la ciudad de Nueva York. El puerto exportaba la mayor parte de algodón del país, junto con grandes cantidades de ganado, arroz y otros productos básicos.